# Juno Awards 2006
Die Juno Awards 2006 wurden am 1. und 2. April 2006 im  Halifax Metro Centre, Halifax, Nova Scotia verliehen. Die Moderation übernahm Pamela Anderson.
Michael Bublé gewann mit insgesamt vier Awards die meisten Preise, darunter Album des Jahres (It’s Time) und Single des Jahres (Home). Nickelback erhielten mit sechs die meisten Nominierungen. Bryan Adams wurde in die Canadian Music Hall of Fame aufgenommen.

## Ablauf
Der Juno Cup fand am 31. März 2006 im Halifax Forum statt.
Die meisten Gewinner wurden beim Juno Gala Dinner im World Trade and Convention Centre ausgezeichnet. Durch die nicht-öffentliche Veranstaltung führte Jully Black. Auftritte gab es von Kardinal Offishall, The Road Hammers und Martha Wainwright.
Die Hauptverleihung am 2. April 2006 wurde in Kanada von CTV übertragen. Dort wurden die folgenden Awards vergeben:
- Album of the Year
- Group of the Year
- Juno Fan Choice Award
- New Artist of the Year
- R&B/Soul Recording of the Year
- Rock Album of the Year
- Single of the Year

Bei der Hauptveranstaltung traten unter anderem Bedouin Soundclash, Broken Social Scene, Divine Brown, Hedley, Massari, Nickelback, The Black Eyed Peas und Coldplay auf.
Es war die erste Veranstaltung, die auch außerhalb von Kanada ausgestrahlt wurde. Die Übertragung wurde von folgenden Sendern vorgenommen:
- Australien (VH1)
- China (MTV)
- India (VH1)
- Italien (MTV)
- Lateinamerika (VH1)
- Malaysia (MTV Asia)
- Portugal (MTV)
- Singapur (MTV Asia)
- Taiwan (MTV Asia)
- Vereinigte Staaten (MTV2)
- Vereinigtes Königreich (VH1)

## Kontroversen
Durch einen Fehler bei der Liveübertragung wurde ein Spot ausgestrahlt, bei dem Michael Bublé zu dem Gewinn des Preises für die Single des Jahres gratuliert wurde. Der Preis wurde allerdings erst eine halbe Stunde später verliehen. CTV übernahm die Verantwortung für diesen Glitch, der nach ihren Angaben auf einem Serverfehler beruhte. Warner Music hatte mehrere Clips vorproduziert, die im Falle eines Sieges ausgestrahlt wurden, und der Server wählte den falschen aus.
Pamela Anderson, PETA-Mitglied, nutzte ihre Moderatorenfunktion, um gegen die Robbenjagd in Kanada zu demonstrieren. Dabei machte sie einige makabere Scherze, die vom Publikum mit Buhrufen bedacht wurden. So sagte sie unter anderem, dass der Musiker Seal, dessen Name sich unter anderem als „Robbe“ übersetzen lässt, nicht hier sei, weil er befürchtete, totgeprügelt zu werden.

## Nominierungen und Gewinner
Die Nominierungen wurden am 15. Februar 2006 verkündet.

### Personen
| Artist of the Year | Group of the Year |
| --- | --- |
| Michael Bublé - Boom Desjardins - Rex Goudie - Diana Krall - Kalan Porter | Nickelback - Barenaked Ladies - Blue Rodeo - Our Lady Peace - Theory of a Deadman |
| New Artist of the Year | New Group of the Year |
| Daniel Powter - Divine Brown - Jonas - Skye Sweetnam - Martha Wainwright | Bedouin Soundclash - Boys Night Out - Hedley - Pocket Dwellers - Silverstein |
| Fan Choice Award | Songwriter of the Year |
| Simple Plan - Céline Dion - Diana Krall - Michael Bublé - Nickelback | Arcade Fire: Neighborhood #3 (Power Out) (with Josh Deu), Rebellion (Lies), Wake Up - Kathleen Edwards: Back to Me (with Colin Cripps), Copied Keys, In State - Joel Plaskett: Happen Now, Lying on a Beach, Natural Disaster - Ronald Eldon Sexsmith: Lemonade Stand, Listen, One Less Shadow - Neil Young: The Painter, Prairie Wind, When God Made Me                                                                               |
| Jack Richardson Produzent of the Year | Recording Engineer of the Year |
| Neil Young: The Painter by Neil Young - Jann Arden and Russell Broom: Where No One Knows Me and Willing To Fall Down by Jann Arden - David Foster: Feeling Good and Home by Michael Bublé - Nickelback (co-Produzent Joey Moi): Animals and Photograph by Nickelback - Garth Richardson: Gunnin and Villain by Hedley | Vic Florencia: Everyday is a Holiday and Melancholy Melody by Esthero - Russell Broom: God Bless The American Housewife by SHeDaisy, Where No One Knows Me by Jann Arden - Adam Messinger and Dylan Bell: Dry Cleaner from Des Moines and Sittin’ In the Cellar by Cadence - Randy Staub: Angels Losing Sleep by Our Lady Peace, Animals by Nickelback - Denis Tougas: Oleander by Sarah Harmer, Independent Thief by Kathleen Edwards |

### Alben
| Album of the Year | Aboriginal Album of the Year |
| --- | --- |
| It’s Time – Michael Bublé - All the Right Reasons – Nickelback - Christmas Songs – Diana Krall - 219 Days – Kalan Porter - Under the Lights – Rex Goudie | Hometown – Burnt Project 1 - Life Is… – Eagle & Hawk - Muskrat Blues and Rock & Roll – Billy Joe Green - Rattle & Drum – Asani - Sinaa – Tanya Tagaq |
| Adult Alternative Album of the Year | Alternative Album of the Year |
| Prairie Wind – Neil Young - Are You Ready – Blue Rodeo - Back to Me – Kathleen Edwards - Broken (and other rogue states) – Luke Doucet - Ex-Girlfriends – Low Millions | Broken Social Scene – Broken Social Scene - Elevator – Hot Hot Heat - Live It Out – Metric - So Jealous – Tegan and Sara - Twin Cinema – The New Pornographers |
| Blues Album of the Year | Children’s Album of the Year |
| Let It Loose – Kenny „Blues Boss“ Wayne - The Gas and the Clutch – The Perpetrators - Songs of Vice and Sorrow – Julian Fauth - Villanelle – Paul Reddick - Voice + Story – Harrison Kennedy | Baroque Adventure: The Quest for Arundo Donax – Tafelmusik Baroque Orchestra - A Butterfly in Time – CMSM Concert Theatre Productions - Canada Needs You (Volume One) – Mike Ford - The Fabulous Song – Michelle Campagne and Davy Gallant - Happy All of the Time – Jake |
| Classical Album of the Year (solo or chamber ensemble) | Classical Album of the Year (large ensemble) |
| Albéniz: Iberia – Marc-André Hamelin - Awakening – St. Lawrence String Quartet - Folklore – Denise Djokic and David Jalbert - J.S. Bach: Sonates pour violon et clavecin Vol. 1 – James Ehnes and Luc Beauséjour - Magic Horn – Canadian Brass | Beethoven: Symphonies nos. 5 et 6 – Tafelmusik Baroque Orchestra & Bruno Weil - J.S. Bach: Keyboard Concertos Vol. 1 – Angela Hewitt, Australian Chamber Orchestra, Richard Tognetti - Concerti Virtuosi – Tafelmusik Baroque Orchestra & Jeanne Lamon - Freitas Branco: Violin Concerto – Alexandre Da Costa, Extremadura Symphony Orchestra, Jesús Amigo - Telemann: Tutti flauti! – Arion Ensemble, Jaap ter Linden |
| Classical Album of the Year (vocal or choral performance) | Contemporary Christian/Gospel Album of the Year |
| Viardot-Garcia: Lieder Chansons Canzoni Mazurkas – Isabel Bayrakdarian & Serouj Kradjian - Hyver – Karina Gauvin Les Boréades & Francis Colpron - Scarlatti: Stabat Mater – Emma Kirkby, Daniel Taylor & Theatre of Early Music - Schubert: Die schöne Müllerin – Michael Schade &Malcolm Martineau - Schubert: Winterreise – Russell Braun & Carolyn Maule | Amanda Falk – Amanda Falk - The Art of Breaking – Thousand Foot Krutch - In This Time – Patricia Shirley - Livin’ for Something – Janelle - MMHMM – Relient K |
| Francophone Album of the Year | Instrumental Album of the Year |
| Pages blanches – Jim Corcoran - Garde la tête haute – Senaya - Hors de tout doute – France D’Amour - Sur le fil – Stéphanie Lapointe - Le trashy saloon – Anik Jean | Belladonna – Daniel Lanois - Balance – Tomas Hamilton aka Charles T. Cozens - Christmas Serenity – George Carlaw aka Yuri Sazonoff - Rainy Days and Mondays – Nancy Walker - Sentimental Strings – Bobby Creed & His Orchestra aka Roberto Occhipinti |
| International Album of the Year | Contemporary Jazz Album of the Year |
| Monkey Business – The Black Eyed Peas and X&Y – Coldplay - Breakaway – Kelly Clarkson - Love. Angel. Music. Baby. – Gwen Stefani - The Massacre – 50 Cent | Radio Guantánamo (Guantánamo Blues Project Vol. 1) – Jane Bunnett - Encuentro en la Habana – Hilario Durán and Perspectiva - One Take: Volume Two – Marc Rogers, Robi Botos, Phil Dwyer & Terri Lyne Carrington - Shurum Burum Jazz Circus – David Buchbinder - Yemaya – Roberto Occhipinti |
| Traditional Jazz Album of the Year | Vocal Jazz Album of the Year |
| Ask Me Later – Don Thompson Quartet - In a Sentimental Mood – Ian McDougall Quintet - Let Me Tell You About My Day – Phil Dwyer with Alan Jones and Rodney Whitaker - Mainly Mingus – Dave Young Quintet - Time Flies – P.J. Perry | Christmas Songs – Diana Krall - Just You, Just Me – Ranee Lee - Rock Swings – Paul Anka - Sophie Milman – Sophie Milman - Twenty For One – Cadence |
| Pop Album of the Year | Rock Album of the Year |
| It’s Time – Michael Bublé - Boom Desjardins – Boom Desjardins - Jann Arden – Jann Arden - These Old Charms – Theresa Sokyrka - 219 Days – Kalan Porter | All the Right Reasons – Nickelback - Gasoline – Theory of a Deadman - Healthy in Paranoid Times – Our Lady Peace - Hedley – Hedley - Jonas – Jonas |
| Roots & Traditional Album of the Year – Solo | Roots & Traditional Album of the Year – Group |
| Hair in My Eyes Like a Highland Steer – Corb Lund - Love Sweet Love – Lynn Miles - Mantras for Madmen – Harry Manx - Récidive – Yves Lambert - Songs from the Gravel Road – Ian Tyson | The Duhks – The Duhks - Ambassador – Elliott Brood - Destination Unknown – Sexsmith and Kerr - The Hard and the Easy – Great Big Sea - Malins plaisirs – Genticorum |
| World Music Album of the Year | |
| Humo de tabaco – Alex Cuba Band - Capivara – Celso Machado - Djama – Alpha Yaya Diallo - Fusion – Adham Shaikh - Gaïa – Gaïa | |

### Lieder und Aufnahmen
| Single of the Year | Classical Composition of the Year |
| --- | --- |
| Home – Michael Bublé - When the Night Feels My Song – Bedouin Soundclash - Inside and Out – Feist - Man I Used To Be – k-os - Photograph – Nickelback                               | String Quartet No. 1 (The Awakening) – Christos Hatzis - Illuminations – Brian Cherney - Our Finest Hour – Ka Nin Chan - Illuminations – Peter Togni - Symphony for Strings – Robert Turner |
| Country Recording of the Year | Dance Recording of the Year |
| The Road Hammers – The Road Hammers - Amanda Wilkinson – Amanda Wilkinson - Hey, Do You Know Me – Lisa Brokop - Life Goes On – Terri Clark - Waitin' on the Wonderful – Aaron Lines | Sexor – Tiga - Hot Box Da – Skunk - Robopop – M1 - She’s Looking Good – Boza - Walkin & Talkin – Ray Charles vs Dio                                                                         |
| R&B/Soul Recording of the Year | Rap Recording of the Year |
| Back for More – Shawn Desman - Divine Brown – Divine Brown - Massari – Massari - The Naughty Song – Cory Lee - This Is Me – Jully Black                                             | Black Magic – Swollen Members - Boy-Cott-In the Industry – Classified - Fire and Glory – Kardinal Offishall - It's Called Life – Eternia - United We Fall – Sweatshop Union                 |
| Reggae Recording of the Year | |
| Reggae Time – Blessed - Hot Gal – Rally Bop & Carl Henry - Live Up – Truths and Rights - Mind & Body Sold – Odel - River of Healing – Jah Beng                                      | |

### Weitere
| CD/DVD Artwork Design of the Year | Video of the Year |
| --- | --- |
| Hipeponymous by The Tragically Hip: Garnet Armstrong, Rob Baker, Susan Michalek, Will Ruocco - Broken Social Scene by Broken Social Scene: Kevin Drew, Christopher Mills, Justin Peroff, Louise Upperton - In A Coma: 1995–2005 by Matthew Good: Garnet Armstrong, Matthew Good, Ivan Otis - A Story-Gram from Vinyl Café Inc. by Stuart McLean: Seth - 2005 Album by Wintersleep: Jud Haynes – James Mejia | Dave Pawson and Jonathan Legris: Bridge to Nowhere (Sam Roberts) - Bom Bom Bom by Living Things – Produzent: Floria Sigismondi - Con Toda Palabra by Lhasa de Sela – Produzent: Ralph Dfouni – Brigitte Henry - Neighborhood #3 (Power Out) by Arcade Fire – Produzent: Plates Animation - Rebellion (Lies) by Arcade Fire – Produzent: Chris Grismer |
| Music DVD of the Year | |
| Hipeponymous – The Tragically Hip - À la station C – Ariane Moffatt - Live at the Montréal Jazz Festival – Diana Krall - LIVE 8 – Toronto – Various Artists - ¿Publicity Stunt? – K-os | |

### Canadian Music Hall of Fame
- Bryan Adams

### Allan Waters Humanitarian Awards
- Bruce Cockburn

### Walt Grealis Special Achievement Award
- Bernie Finkelstein